# Galleria Milano
La Galleria Milano è una storica galleria d'arte contemporanea di Milano. Fondata nel 1964, è stata diretta dal 1965 al 2019 da Carla Pellegrini.

## Storia

### Prima apertura
La Galleria Milano viene aperta per la prima volta nel 1928 dal critico d’arte ed editore Enrico Somarè. Nei dieci anni di vita della galleria, chiusa poco prima dello scoppio della Seconda Guerra Mondiale, Somarè si fa promotore del lavoro di artisti cruciali per il Novecento italiano, come Felice Casorati, Adolfo Wildt, Leonor Fini, Mario Sironi, Arturo Tosi, Giacomo Manzù e Carlo Carrà. 

### La Galleria Milano
La Galleria Milano viene riaperta nel 1964 per iniziativa dei pittori Guido Somarè e Sandro Somarè, figli di Enrico, insieme a Aldo Bergolli, Gianni Dova e Mario Rossello, con uno spirito totalmente diverso rispetto a quello del precedente spazio di Enrico Somarè. Per questo motivo, la fondazione della Galleria Milano attuale è da far risalire al 1964.
Nel 1965 viene chiamata a dirigere lo spazio Carla Pellegrini. Nel 1973 decide, insieme al marito Baldo Pellegrini, di trasferire la sede da via della Spiga in un palazzo nobiliare con doppio ingresso su Via Turati e via Manin, di fronte ai Giardini pubblici Indro Montanelli.
Nel corso degli oltre cinquantacinque anni d’attività, sono state presentante circa trecentocinquanta mostre di artisti e movimenti dell’avanguardia storica e contemporanea internazionale. 
La Galleria ha un carattere dichiaratamente propositivo e di ricerca, con una predilezione verso gli aspetti dell’arte contemporanea meno noti al pubblico italiano e non solo.
Soprattutto negli anni Sessanta e Settanta del Novecento, anni cruciali per la città di Milano dal punto di vista culturale, vengono presentate alcune mostre che sono passate alla storia. Nel 1966, per esempio, viene presentata la prima mostra collettiva in Italia sulla Pop Art inglese, dal titolo London Under Forty, con opere di giovani artisti londinesi tra cui Bridget Riley, Joe Tilson e Allen Jones, al quale è poi dedicata una personale nel 1969. Nel 1969 è inaugurata anche una mostra che desta scandalo, dal titolo Irritarte: curata da Lea Vergine, si focalizza sull'arte irritante e scabrosa.
Nel 1971 e nel 1972 due mostre su Il mondo della Non-Oggettività, con riferimento ai vari aspetti dell’Astrazione dal 1924 al 1955. 
Nel 1974 Mitologie Individuali presentava un gruppo di giovani artisti tedeschi, tra cui Georg Baselitz, Blinky Palermo, e Joseph Beuys, che divennero in seguito tra i protagonisti dell’arte contemporanea. Sempre nel 1974 una personale dell’allora poco noto Edward Ruscha e una collettiva di artisti della West Coast. 

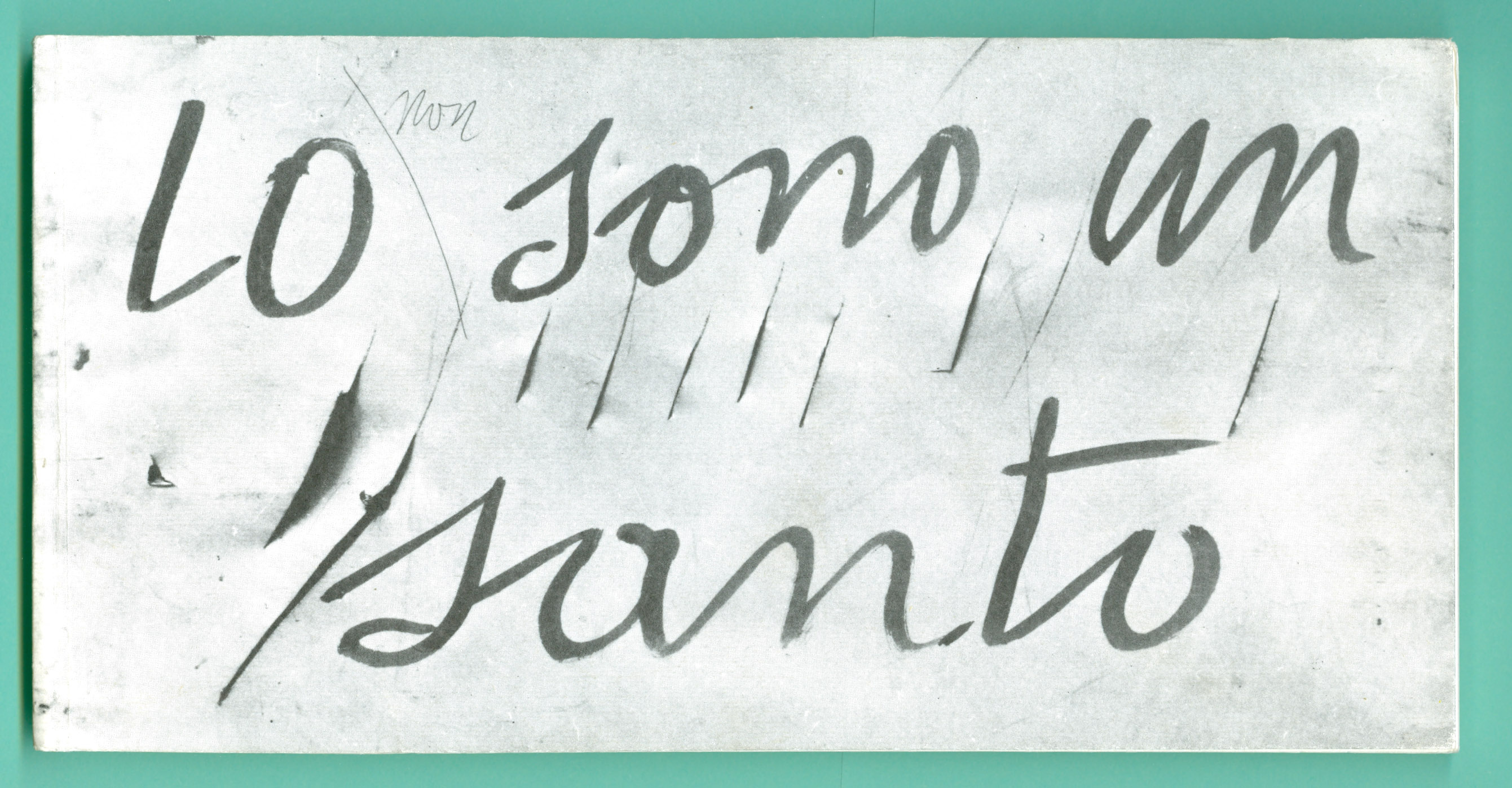
Copertina del catalogo pubblicato in occasione della mostra Lucio Fontana e l'architettura, tenutasi alla Galleria Milano nel 1980. Mostra e progetto di catalogo a cura di Carla Pellegrini e Vincenzo Ferrari.

Nel 1976 è l'occasione di dare visibilità a uno dei principali campi di ricerca di Carla Pellegrini con un'antologica dedicata al movimento Dada in collaborazione con Arturo Schwarz. Nel 1980 Fontana e l’Architettura. Nel 1984 un'importante mostra, presentata da un testo di Carla Lonzi, dedicata all'artista giapponese Kazuo Shiraga e al Gruppo Gutai, capostipiti dell'action painting nipponica. 
La Galleria Milano, da sempre, si rivolge agli aspetti meno conosciuti di artisti e movimenti noti. Nel 1995, ad esempio, è la volta di una personale di Pino Pascali dedicata al suo lavoro pubblicitario (Pino Pascali. L’arte e il gioco nella pubblicità) e di un allestimento dedicato a Il Realismo Sociale nella Germania degli Anni 20. Nel 1996 La fotografia fra le due Guerre, nel 1998 Ballet Russe e nel 2001 La geografia degli artisti, a cura di Francesco Tedeschi, primo momento di un vasto studio che condurrà nel 2011 alla pubblicazione di un volume sull'argomento. 
Nel 2002 la prima mostra in Italia di Alexander Brodsky. Nel 2009 Sette inglesi a Milano (Stephen Buckley, Bernard Cohen, Harold Cohen, Barry Flanagan, John Hoyland, Richard Smith, William Tucker), in collaborazione con Beatrice Monti. Nel 2014 la prima personale in Italia di Carl Grossberg, esponente della Nuova Oggettività ancora poco studiato. Nel 2015 vengono presentati per la prima volta in Italia i disegni del celebre musicista jazz statunitense Gerry Mulligan.
Non sono mancate mostre con un chiaro impegno politico e sociale, come Croce Nera Anarchica nel 1972, i cui proventi furono destinati alla famiglia di Pino Pinelli e Falce e martello di Enzo Mari nel 1973. Riflessioni sugli effetti della guerra (2003) era volta a suscitare domande sulle ripercussioni dei conflitti bellici sulla società.
L'attitudine di ricerca della galleria è visibile anche dalle numerose mostre a tema, che invitano il visitatore a una lettura rinnovata sul modo di fare arte e, in generale, di approcciarsi all'arte contemporanea. Tra queste, realizzate nel corso degli anni, vanno citate Opera ricerca e documento, Il contesto Dannunziano, Decostruzione del Quotidiano e L’avanguardia in Ungheria, 1919-1924, Tuttolibri di Lea Vergine, Chi ha ancora paura del caso? sulla casualità nell’arte, a cura di Elio Grazioli.
La Galleria Milano ha seguito nel corso dei decenni, spesso sin dall'inizio, il lavoro artisti ormai storicizzati, tra cui: Vincenzo Agnetti, Carlo Alfano, Shūsaku Arakawa, Gianfranco Baruchello, William Beckley, Antonio Calderara, Alik Cavaliere, Vincenzo Ferrari, Ketty La Rocca, Enzo Mari, Davide Mosconi, Magdalo Mussio, Gastone Novelli, Pino Pascali, Tancredi Parmeggiani, Kazuo Shiraga, Nanni Valentini, Grazia Varisco, Luigi Veronesi, Franco Vimercati. Carla Pellegrini ha anche avuto una parte importante nella promozione di questi artisti a livello museale. 
Non è mancato il sostegno verso artisti affermati delle nuove generazioni, come Pierluigi Fresia, Marco Vaglieri, Francesco Pedrini ed esponenti del Neoconcettuale italiano come Manuela Cirino, Luca Quartana, Luca Vitone e Amedeo Martegani.
La maggior parte delle mostre sono corredate da cataloghi editi dalla galleria e, negli anni Settanta, dalle Edizioni O, progetto editoriale del marito Baldo Pellegrini.
La Galleria Milano possiede un vasto archivio storico in costante aggiornamento, che documenta gli oltre cinquantacinque anni di attività di ricerca nel campo dell’arte contemporanea e moderna nazionale e internazionale.
Nella direzione di un rinnovamento a livello internazionale non solo del linguaggio artistico, ma anche critico, con la Galleria Milano hanno collaborato molti importanti critici e storici dell'arte, tra cui Lea Vergine, Guido Ballo, Gillo Dorfles, Patrick Waldberg, Pierre Restany, Giulio Carlo Argan, ed ancora Gigliola Foschi, Elio Grazioli, Angela Madesani, Henry Martin, Marco Meneguzzo, Jean-Luc Mercié, Antonello Negri, Daniela Palazzoli, Osvaldo Patani, Elena Pontiggia, Jasia Reichardt, Gabi Scardi, Aldo Tagliaferri, Francesco Tedeschi e Giorgio Zanchetti.
Nel 2017, in occasione della 41ª edizione di Arte Fiera, a Bologna, Carla Pellegrini e la sua Galleria Milano vengono insignite del Premio ANGAMC 2017, promosso e organizzato dall’Associazione Nazionale Gallerie d’Arte Moderna e Contemporanea.
Nel dicembre del 2018 viene presentato un libro-intervista in cui la gallerista racconta la sua vita e il suo lavoro a Elio Grazioli. Nel febbraio del 2019 Carla Pellegrini scompare all'età di ottantasette anni. 
Il figlio Nicola Pellegrini e il nipote Baldo Pellegrini decidono di proseguire l'attività insieme ai collaboratori di Carla, alternando mostre storiche ad altre dedicate ad aspetti più contemporanei, mantenendo l'attitudine di ricerca, caratteristica principale della Galleria Milano.